# Anabta
 (mai 2025).
Si vous disposez d'ouvrages ou d'articles de référence ou si vous connaissez des sites web de qualité traitant du thème abordé ici, merci de compléter l'article en donnant les références utiles à sa vérifiabilité et en les liant à la section « Notes et références ».
Anabta – qui signifie « village de raisins » en arabe – est un village palestinien de 9 000 habitants environ, situé au nord de la Cisjordanie, entre les villes de Tulkarem et de Naplouse à 80 km de Jérusalem.  

## Présentation
Anabta comptait près de 30 000 habitants il y a 50 ans. Mais depuis 1967 et la guerre des « six jours », Israël occupe la Cisjordanie et empêche tout développement économique. Pour cette raison, de nombreux jeunes diplômes sont obligés de s’expatrier pour trouver du travail.

## Politique et administration
Le maire actuel est  Omar Thabet.

## Sociologie
Le taux de chômage à Anabta avoisine les 30%.

## Jumelage
Anabta est jumelée avec la commune de Bouguenais.

## Préhistoire
Le petit site archéologique de Tullul Anabta, situé à 20 km au nord-est de la ville moderne de Naplouse a été essentiellement habité durant l’âge du Bronze Ancien (3700-2500 av. J.-C.). Entre 2021 et 2023, il a fait l’objet de trois campagnes menées par une équipe d’archéologues franco-palestiniens sous la direction de Wael Abu Azizeh grâce au soutien de l’Institut Français du Proche-Orient. Ce sont ainsi les premiers vestiges d’une ville de l’âge du Bronze qui ont été découverts parmi lesquels un mur de fortification, des maisons, un bâtiment public ou encore des citernes.
Dès juin 2025, un nouveau programme intitulé TAFPAM (Tullul Anabta French Palestinian Archaeological Mission), co-dirigé par l’archéologue française Blandine BESNARD et l’archéologue palestinien Ghassan, aura pour objectif de relancer les fouilles à Tullul Anabta. L’étude des artefacts découverts sur ce petit site de l’âge du Bronze sera également mise en place par des spécialistes de la céramique, des outils en pierre ou encore des restes animaux. Les archéologues français et palestiniens seront notamment aidés d’étudiants palestiniens qui se formeront aux différentes méthodes liées à la fouille d’un site archéologique. 

## Histoire
Une bataille d’Anabta (en) s’y déroule près de la localité le 21 juin 1936, lorsque des militants arabes attaquent un convoi de bus civils escortés par des soldats britanniques en Palestine mandataire le long de la route de Haïfa à Tel Aviv.